# O Santo
O Santo é o codinome de Simon Templar, um personagem fictício britânico criado pelo autor literário Leslie Charteris que o lançou em uma série de livros de mistérios policiais publicados entre 1928 e 1963. Depois dessa data, outros autores continuaram com as histórias, em colaboração com Charteris até 1983; e dois trabalhos independentes publicados em 1997. O Santo é a tradução de The Saint, palavra formada das iniciais do nome do personagem. E pode ser visto como uma ironia, pois Simon, apesar de agir do lado da lei como um detetive amador ou eventualmente policial, possui habilidades próprias de um grande ladrão e provavelmente fora um criminoso no passado.
Adaptado para a televisão com o ator Roger Moore como o protagonista, o personagem se tornou popular internacionalmente, inclusive no Brasil, onde foi exibida a série pela TV Record na década de 1960  Entre 1955-1958 a Rio Gráfica circulou a revista "Santo Magazine".

## Tramas e características
Simon Templar é um ladrão conhecido como "O Santo" devido as iniciais do seu nome (ST) e ao fato de suas ações heróicas se contraporem a sua nefasta reputação. Os disfarces de Simon também usam as iniciais S.T. ("Sebastian Tombs" ou "Sugarman Treacle", por exemplo). Sempre com um senso de humor juvenil, ele deixa um cartão de visitas em seus "crimes", nos quais aparece a figura de um boneco de linhas geométricas com uma auréola sobre a cabeça. Esse desenho aparecia como o logotipo nos livros lançados na década de 1960 e nas séries de TV com o personagem.
Nos livros é deixada em aberto a possibilidade de que Templar começara a carreira como um criminoso, quando desenvolvera as habilidades de ladrão. Mas a origem permanece um mistério. Ele é rico e sua renda provém das carteiras dos "ungodly" ("ímpios", ou seja, pessoas com uma moralidade abaixo da dele, que segue um código de conduta próprio). Há referências a uma cobrança de "dez por cento" para as despesas, calculado por ele sobre as somas que adquire nos diferentes casos. O restante pode ser devolvido aos proprietários legítimos, distribuídos à caridade ou ainda aos colegas de Templar. Os inimigos de Templar geralmente são políticos corruptos, belicistas e outros de vida dupla criminosa. Robin Hood aparece nas histórias como uma inspiração para "O Santo". Alguns livros traziam a frase promocional "O Robin Hood do crime moderno", aparecendo também em muitas histórias como uma descrição do personagem. Templar usa o termo "boodle" (suborno ou propina) quando se refere as suas aquisições financeiras.
O Santo possui um "lado negro" que o leva a tentar arruinar ou mesmo acabar com a vida dos "ímpios", se ele deduzir que ajudará pessoas inocentes com isso. Nos primeiros livros, Templar alude a um possível assassinato como uma ação justificada. Em muitas histórias ele planeja matar seus oponentes, como em The Saint Goes West, quando luta contra um cientista nazista.
Entre as décadas de 1920 e 1930, O Santo enfrenta muitos contrabandistas de armas, traficantes de drogas e escravas brancas, com sua base permanecendo em Londres. Na primeira metade dos anos de 1940, Templar se torna um agente aliado do governo americano, lutando contra os nazistas durante a Segunda Guerra Mundial. A primeira dessas novelas é The Saint in Miami. Em The Saint Steps In é revelado um misterioso chefe de Templar chamado de Hamilton, que aparece novamente em The Saint on Guard. Nessas histórias as tramas envolvem assassinatos misteriosos e espionagem de guerra, com Templar viajando ao redor do mundo.
O Santo conta com muitos parceiros, nenhum constante durante toda a série. Até a primeira metade dos anos de 1940, aparecia com frequencia Patricia Holm, sua namorada apresentada na primeira história, publicada em 1928, chamada de Meet - The Tiger!, descrita como uma aventureira capaz. Holm desaparece muitas vezes nos livros seguintes. Templar e Holm mantinham uma relação aberta incomum (e, por vezes, ilegal) para a época em que essas histórias foram escritas. Templar flerta o tempo todo com outras mulheres, embora seu coração permaneça com Holm, o que o leva a pensar em casamento com ela na história The Holy Terror. Numa atitude igualmente progressista, Holm rejeita o compromisso. Ela desapareceu das histórias no final da década de 1940. Segundo Burl Barer, Charteris não queria uma namorada estável para Templar.
Outro personagem recorrente é o Inspetor da Scotland Yard Claud Eustace Teal. Em The Saint in New York, aparece um personagem similar a Teal, o Inspetor John Henry Fernack da Polícia de Nova Iorque, que seria um aliado do Santo nas histórias americanas durante a II Guerra Mundial.
O Santo fazia parte de uma turma de compatriotas - Roger Conway, Norman Kent, Archie Sheridan, Richard "Dicky" Tremayne (um nome que aparece na série de TV de 1990 Twin Peaks), Peter Quentin, Monty Hayward e seu ajudante ex-militar, Orace. Apesar de sumirem aos poucos das histórias, apenas Norman Kent foi assassinado nas aventuras do Santo (ele se sacrificou para salvar Templar no livro The Last Hero); os outros se estabilizaram ou casaram (dois com criminosas reformadas: Dicky Tremayne com "Straight Audrey" Perowne e Peter Quentin com Kathleen "The Mug" Allfield; Archie Sheridan foi citado como tendo casado em Enter the Saint, provavelmente com Lila McAndrews após os fatos ocorridos em  Featuring the Saint).
Templar é dotado de talentos de poeta amador e compositor de canções, que usa para provocar vilões. Na novela The Holy Terror a poesia é estabelecida como um hobby. Nessa história foi contado que Templar escrevera uma aventura tendo como protagonista um herói sul-americano, muito parecido como o próprio Santo. Templar também quebra a "quarta parede" fazendo referências ao fato dele ser um personagem principal em uma história, e que por isso não poderia ser morto; isso também ocorre na série de TV dos anos de 1960. Charteris faz referências a um "cronista" das aventuras do Santo e na história "The Sizzling Saboteur" em The Saint on Guard, ele introduz seu próprio nome.

## História da publicação
O pesquisador Burl Barer menciona um obscuro trabalho de Charteris chamado Daredevil, com um protagonista heróico que dirige a mesma marca de automóvel do Santo e que compartilha as aventuras com o Inspetor Claud Eustace Teal - mais tarde um personagem regular nos livros do Santo. Barer escreveu que muitas das primeiras histórias do Santo eram reescritos de outros trabalhos, inclusive She Was a Lady, que tinha sido publicada em uma revista com um protagonista diferente.
Charteris escrevia tanto histórias longas, como em duas partes publicadas em revistas, e mais tarde lançaria livros com duas ou três histórias cada. Ele também escreveu contos com o Santo como personagem, a maioria para aparecer em revistas e mais tarde compiladas em livros de antologia. Nos últimos anos, os contos traziam um tema comum: Templar sempre se encontrava com mulheres em lugares exóticos. Com exceção de Meet - The Tiger!, os capítulos dos livros traziam uma frase sintética que descrevia os eventos a serem mostrados: no capítulo 4 de Knight Templar, por exemplo, a frase é "Como Simon Templar adormeceu no Green Park e descobriu um novo uso para uma pasta de dentes".
Nos primeiros livros, O Santo pratica muitas atividades ilegais embora dirigida contra os criminosos. Durante a Segunda Guerra Mundial, O Santo foi recrutado para ajudar o governo contra espiões e outros trabalhos secretos. Mais tarde lutaria contra o comunismo. O estilo da narrativa mudou de um frescor juvenil para o cinismo. Algumas poucas aventuras traziam um enredo de ficção científica e fantasia, como "The Man Who Liked Ants" e o livro da fase inicial The Last Hero. Quando os primeiros livros do Santo foram republicados nas décadas de 1960 até 1980, podia ser lido introduções de Charteris, pedindo desculpas pelo tom datado das narrativas; de acordo com a "desculpa" de Charteris na edição de 1969 de Featuring the Saint, ele tentou atualizar algumas histórias para a reimpressão, mas desistiu e deixou-as como exemplares da época em que surgiram. Na edição de 1963, a coleção de contos The Happy Highwayman traz exemplos de revisões implementadas antes de serem abandonadas pelo autor: uma história publicada na década de 1930 ("The Star Producers"), referia-se a atores da época e tiveram os nomes substituídos pelos em evidência em 1963; outra história da década de 1930, "The Man Who Was Lucky", teve introduzidas referências a energia atômica.
Charteris iniciou a aposentadoria dos livros do Santo após a edição de 1963, The Saint in the Sun. O livro seguinte de 1964, Vendetta for the Saint, ainda trazia o nome dele como autor mas foi escrito pelo escritor de ficção científica Harry Harrison, que trabalhara nas tiras de quadrinhos com o personagem, com Charteris editando e revisando o manuscrito. Entre 1964 e 1983 outros 14 livros do Santo foram publicados, creditados a Charteris mas escritos por outros. Na introdução do primeiro dessa série, The Saint on TV, Charteris qualifica esses volumes de "esforço de equipe" na qual ele supervisionou as histórias, inicialmente adaptações dos episódios da série de TV de 1962-69, com Fleming Lee dentre outros, encarregado desse trabalho. Charteris e Lee colaboraram em duas novelas de Saint da década de 1970, The Saint in Pursuit (baseada na história de Charteris para uma tira em quadrinhos do Santo) e The Saint and the People Importers. As equipes de escritores algumas vezes eram creditadas nos títulos das páginas mas nunca nas capas. Num dos últimos volumes dessa série, Catch the Saint, foi experimentado um retorno do Santo ao período de Pré-Segunda Guerra Mundial (em oposição aos mais recentes livros  que o colocam nos dias atuais).
O último dos livros da série iniciada com Meet - The Tiger! de 1928, foi Salvage for the Saint, publicado em 1983. De acordo com o site Saintly Bible, todos os livros entre 1928 e 1983 tiveram a primeira edição lançada no Reino Unido pela Hodder and Stoughton (editora primeiramente especializada em livros religiosos). Nos Estados Unidos a editora foi a The Crime Club (selo da Doubleday, especializado em ficção sobre mistério e histórias de detetives). Durante os primeiros 20 anos os livros apareciam primeiramente no Reino Unido, com a edição americana lançada um ano depois. Após o final da década de 1940, a situação se inverteu. Em um caso — The Saint to the Rescue — a edição britânica demorou dois anos após o lançamento da americana.
Charteris morreu em 1993. Duas novelas do Santo apareceram na época do lançamento do filme The Saint com Val Kilmer: a novelização do filme, que tinha pouco a ver com as histórias de Charteris, e Capture the Saint. Ambos os volumes foram de autoria de Burl Barer, que no inicio dos anos de 1990 publicou a história do personagem nos livros, rádio e televisão.
Charteris escreveu 14 novelas entre 1928 e 1971 (os dois últimos em co-autoria), 34 novelas e 95 contos estrelados por Simon Templar. Entre 1963 e 1997 apareceram 7 novelas e 14 novelas escritas por outros.

## O Santo no rádio
Muitos programas de rádio com O Santo foram produzidos no Reino Unido e nos Estados Unidos. Uma transmissão pioneira foi a da Rádio Eireann em 1940 com Terence De Marney. NBC e CBS produziram séries do Santo em 1945, com Edgar Barrier e Brian Aherne. Muitos dos primeiros programas eram adaptações dos livros publicados, mas Charteris escreveu algumas tramas que depois usaria em suas novelas e contos.
Um programa de longa duração foi o estrelado por Vincent Price, que interpretou o personagem entre 1947 e 1951, em três estações americanas: CBS, Mutual e NBC. A vinheta, similar a usada no popular programa concorrente The Whistler, alguns creditam a composição a Leslie Charteris, enquanto outras, ao compositor da RKO Roy Webb.
Price encerrou o trabalho em maio de 1951, sendo substituído por Tom Conway que continuria com o papel por vários meses. Seu irmão, George Sanders, interpretou Templar em filmes. O próximo programa em língua inglesa foi ao ar pela Rádio Springbok da África do Sul entre 1953 e 1957. Com livre adaptação das histórias originais, estreladas por Tom Meehan. Entre 1965–1966 a versão sul-africana da Lux Radio Theatre produziu a dramatização The Saint. Outros programas se seguiriam naquele país, entre 1970-1971. A Rádio 4 da BBC transmitiu um programa em 1995, com Paul Rhys.

## O Santo no Cinema e na Televisão
Nos anos de 1930, Charteris iniciou uma longa parceira com Hollywood, atuando como roteirista. Ele foi bem-sucedido na RKO Radio Pictures — que estava interessada em produzir filmes baseados em seus trabalhos. O primeiro, The Saint in New York de 1938, tinha como base o livro homônimo de 1935, com Louis Hayward como Templar e Jonathan Hale como o Inspetor Henry Farnack, a contraparte americana de Mister Teal.
Esse filme foi bem-sucedido e mais oito o seguiram, nos quinze anos seguintes. O personagem de Farnack voltaria nos primeiros cinco, mas George Sanders assumiu o lugar de Hayward. Hugh Sinclair interpretou Templar em dois outros filmes.
A maior parte dos filmes trazia histórias originais, algumas baseadas em ideias de Charteris, enquanto outro seguiam vagamente as novelas originais. No último filme, The Saint's Girl Friday de 1953, Hayward reassumiu o papel. Após essa série houve uma produção francesa de 1960 que não foi bem sucedida.
Na década de 1960, Roger Moore reviveu o papel numa série para a televisão de longa duração, chamada The Saint. De acordo com o livro Spy Television de Wesley Britton, o primeiro ator a quem fora oferecido o papel foi Patrick McGoohan de Danger Man e The Prisoner. A série foi exibida entre 1962 e 1969 e Moore permanece como o ator que mais identificou o personagem.
Depois de Moore, outros atores assumiram o papel, particularmente em Return of the Saint (1978–1979) com Ian Ogilvy; a série teve uma única temporada até ser cancelada pela CBS. Em meados da década de 1980, a revista National Enquirer e outros jornais noticiaram que  Moore planejava produzir um filme baseado em O Santo com Pierce Brosnan como Templar, mas a produção acabou não saindo do papel. Um episódio-piloto para The Saint in Manhattan com o ator Andrew Clarke foi exibido na CBS em 1987, como parte do programa CBS Summer Playhouse; a produção foi de Don Taffner, mas não teve prosseguimento. O Inspetor John Fernack reapareceu nessa produção, com Templar agora ao volante de um carro Lamborghini de cor preta, de placa ST1. Em 1989, seis filmes foram realizados por Taffner, com o ator Simon Dutton. Distribuido para a televisão americana era parte do programa Mystery Wheel of Adventure, enquanto no Reino Unido era exibido como uma série da ITV.
The Saint com Val Kilmer foi produzido em 1997, mas a trama diverge dos livros de Charteris, embora reviva o uso de disfarces por parte de Templar. O personagem de Kilmer é derrotado por um gângster russo num combate "mano a mano" e é forçado a fugir - algo impensável em uma história escrita por Charteris. Mas segue as características iniciais ao usar disfarces com os nomes com as iniciais S.T., inspirado em santos católicos. O Santo desse filme reluta em matar e deixa muitos vilões viverem para o julgamento. O Santo de Kilmer é mostrado como um mestre de disfarces. O filme usa aspectos inspirados na vida de Charteris, como sua infância no Far East, embora não num orfanato, como mostrado. Sir Roger Moore faz uma participação especial como um jornalista da BBC, ouvindo o Volvo de Simon Templar.
Em 13 de março de 2007, a TNT disse estar a desenvolver uma série com episódios de uma hora. A série seria produzida por William J. MacDonald (escritor e produtor) e Jorge Zamacona. James Purefoy foi anunciado como o novo Simon Templar. A produção do piloto era para ser dirigida por Barry Levinson, mas não vingou. Contudo, o programa continuou nos planos e em setembro de 2009 foi planejado um piloto com o ator escocês Dougray Scott como Simon Templar.  O Santo aposentado Roger Moore anunciou em seu website que apareceria na produção, com participação de seu filho Geoffrey Moore, num pequeno papel.

### Filmes (e atores que interpretaram O Santo)
Desde 1938, numerosos filmes foram produzidos nos Estados Unidos, França e Austrália com o personagem. Alguns vagamente baseados na histórias de Charteris, mas a maioria com roteiros originais.
Eis a lista:
- The Saint in New York (1938 - Louis Hayward)
- The Saint Strikes Back (1939 - George Sanders)
- The Saint in London (1939 - Sanders)
- The Saint's Double Trouble (1940 - Sanders)
- The Saint Takes Over (1940 - Sanders)
- The Saint in Palm Springs (1941 - Sanders)
- The Saint's Vacation (1941 - Hugh Sinclair)
- The Saint Meets the Tiger (1943 - Sinclair)
- The Saint's Girl Friday (1954 - Hayward)
- Le Saint mène la danse (1960 - Félix Marten)
- Le Saint prend l'affut (1966 - Jean Marais)
- The Fiction Makers (1968 - Roger Moore) - edição de episódios da série de TV
- Vendetta for the Saint (1969 - Moore) - edição de episódios da série de TV
- The Saint and the Brave Goose (1979 feito para a TV - Ian Ogilvy) - editado de episódios de Return of the Saint
- The Saint in Manhattan (1987) - filme para televisão - Andrew Clarke)
- The Saint (1997 - Val Kilmer)
- The Saint (2017 - Adam Rayner)

### Séries de televisão
- The Saint (1962-1969 - Roger Moore)
- Return of the Saint (1978-1979 - Ian Ogilvy)
- Filmes para TV como uma das partes de Mystery Wheel of Adventure (1989) - todos com Simon Dutton
  - Fear in Fun Park (também conhecido como The Saint in Australia)
  - The Big Bang
  - The Blue Dulac
  - The Brazilian Connection
  - The Software Murders
  - Wrong Number

## O Santo no teatro
Nos últimos anos da década de 1940 Charteris e o escritor de Sherlock Holmes Denis Green escreveram uma peça chamada The Saint Misbehaves.
A peça não foi exibida em público e por muitos anos foi dada como perdida. Contudo, duas cópias foram encontradas em mãos de particulares e trechos podem ser lidos na Coleção Leslie Charteris da Universidade de Boston.

## O Santo nos quadrinhos
O Santo foi protagonista de uma longa série de tiras diárias, iniciada em 27 de setembro de 1948 com uma página dominical adicional em 20 de março do ano seguinte. As primeiras tiras foram escritas por Leslie Charteris, que já substituira Dashiell Hammett como escritor de Agente Secreto X-9. O desenhista original foi Mike Roy. Em 1951, quando John Spranger substituiu Roy, a aparência do Santo foi alterada e o personagem começou a ser visto de barba. Bob Lubbers ilustrou The Saint entre 1959 e 1960. Doug Wildey foi o desenhista durante os dois últimos anos, com a tira sendo finalizada em 16 de setembro de 1961.
A Avon Comics publicou doze revistas em quadrinhos de O Santo, entre 1947 e 1952.
Na Suécia, O Santo teve uma revista de longa duração, publicada entre 1966 e 1985 com o título de Helgonet. No inicio eram republicadas as tiras originais dos jornais, depois começaram a ser produzidas histórias originais. Essas histórias depois seriam republicadas em outros países europeus. Dois dos principais escritores foram Norman Worker e Donne Avenell; o segundo co-escreveu as novelas The Saint and the Templar Treasure e a coleção Count on the Saint, enquanto Worker colaborou para Catch the Saint.

## O Santo em revistas
Charteris foi editor de muitas revistas com textos de O Santo. O primeiro foi The Saint's Choice que foi publicado entre 1945-46. Charteris lançou The Saint Detective Magazine (depois chamada de The Saint Mystery Magazine e The Saint Magazine), que teve 141 números entre 1953 e 1967, com uma edição britânica a parte que era publicada com material diferente. Em Saint's Choice as histórias em geral já haviam sido publicadas, mas algumas vezes traziam material original. Em meados da década de 1960, contudo, foi substituída por Instead of the Saint, uma série de ensaios e tópicos de seu interesse. O resto do material das revistas eram novelas e contos de outros escritores de mistério da época. Uma edição australiana também foi publicada durante os anos da década de 1950. Em 1984 Charteris tentou relançar uma revista com o personagem, mas não foi além do terceiro número.
Leslie Charteris posou como O Santo em uma foto para a Revista Life.

## Livros de O Santo
| Ano  | Título da primeira edição (e o autor, se não foi Charteris)           | Histórias | Títulos alternativos                                                                      |
| ---- | --------------------------------------------------------------------- | --- | ----------------------------------------------------------------------------------------- |
| 1928 | Meet - The Tiger!                                                     | novela | Meet the Tiger The Saint Meets the Tiger Scoundrels Ltd. Crooked Gold The Saint in Danger |
| 1930 | Enter the Saint                                                       | "The Man Who was Clever" "The Policeman with Wings" "The Lawless Lady" (Em algumas edições aparecem apenas duas histórias, com diferentes combinações) | nenhum                                                                                    |
| 1930 | The Last Hero                                                         | novela | The Creeping Death Sudden Death The Saint Closes the Case The Saint and the Last Hero     |
| 1930 | Knight Templar                                                        | novela | The Avenging Saint                                                                        |
| 1931 | Santo como protagonista (publicação apenas no Reino Unido)            | "The Logical Adventure" "The Wonderful War" "The Man Who Could Not Die" | nenhum                                                                                    |
| 1931 | Alias the Saint (publicação apenas no Reino Unido)                    | "Story of a Dead Man" "The Impossible Crime" "The National Debt" (Algumas edições incluem "The National Debt" e "The Man Who Could Not Die" de livros anteriores). | nenhum                                                                                    |
| 1931 | Wanted for Murder (apenas nos Estados Unidos)                         | Apenas nas edições americanans combinando Featuring the Saint e Alias the Saint (apenas edições americanas, até a década de 1960) | nenhum                                                                                    |
| 1931 | She Was a Lady                                                        | novela | The Saint Meets His Match Angels of Doom                                                  |
| 1932 | The Holy Terror                                                       | "The Inland Revenue" "The Million Pound Day" "The Melancholy Journey of Mr. Teal" | The Saint Vs. Scotland Yard                                                               |
| 1932 | Getaway                                                               | novela | The Saint's Getaway Property of the Deceased Two Men from Munich                          |
| 1933 | Once More the Saint                                                   | "The Gold Standard" "The Man from St. Louis" "The Death Penalty" | The Saint and Mr. Teal                                                                    |
| 1933 | The Brighter Buccaneer                                                | "The Brain Workers" "The Export Trade" "The Tough Egg" "The Bad Baron" "The Brass Buddha" "The Perfect Crime" "The Unpopular Landlord" "The New Swindle" "The Five Thousand Pound Kiss" "The Blind Spot" "The Unusual Ending" "The Unblemished Bootlegger" "The Appalling Politician" "The Owner's Handicap" "The Green Goods Man" | nenhum                                                                                    |
| 1934 | The Misfortunes of Mr. Teal                                           | "The Simon Templar Foundation" "The Higher Finance" "The Art of Alibi" | The Saint in London The Saint in England                                                  |
| 1934 | Boodle                                                                | "The Ingenious Colonel" "The Unfortunate Financier" "The Newdick Helicopter" "The Prince of Cherkessia" "The Treasure of Turk's Lane" "The Sleepless Knight" "The Uncritical Publisher" "The Noble Sportsman" "The Damsel in Distress" "The Loving Brothers" "The Tall Timber" "The Art Photographer" "The Man Who Liked Toys" "The Mixture as Before" (algumas edições omitiram as histórias "The Uncritical Publisher" e "The Noble Sportsman") | The Saint Intervenes                                                                      |
| 1934 | The Saint Goes On                                                     | "The High Fence" "The Elusive Ellshaw" "The Case of the Frightened Innkeeper" | nenhum                                                                                    |
| 1935 | The Saint in New York                                                 | novela | nenhum                                                                                    |
| 1936 | Saint Overboard                                                       | novela | The Pirate Saint The Saint Overboard                                                      |
| 1937 | The Ace of Knaves                                                     | "The Spanish War" "The Unlicensed Victuallers" "The Beauty Specialist" | The Saint in Action                                                                       |
| 1937 | Thieves' Picnic                                                       | novela | The Saint Bids Diamonds                                                                   |
| 1938 | Prelude for War                                                       | novela | The Saint Plays with Fire The Saint and the Sinners                                       |
| 1938 | Follow the Saint                                                      | "The Miracle Tea Party" "The Invisible Millionaire" "The Affair of Hogsbotham" | nenhum                                                                                    |
| 1939 | The Happy Highwayman                                                  | "The Man Who was Lucky" "The Smart Detective" "The Wicked Cousin" "The Well-Meaning Mayor" "The Benevolent Burglary" "The Star Producers" "The Charitable Countess" "The Mug's Game" "The Man Who Liked Ants" (algumas edições omitem as histórias "The Charitable Countess" e "The Mug's Game"; a ordem das histórias variam de acordo com a edição)                                                                                             | nenhum                                                                                    |
| 1940 | The Saint in Miami                                                    | novela | nenhum                                                                                    |
| 1942 | The Saint Goes West                                                   | "Arizona" "Palm Springs" "Hollywood" (Algumas edições omitem "Arizona") | nenhum                                                                                    |
| 1942 | The Saint Steps In                                                    | novela | nenhum                                                                                    |
| 1944 | The Saint on Guard                                                    | "The Black Market" "The Sizzling Saboteur" (Algumas edições omitem a segunda história) | The Saint and the Sizzling Saboteur (republicação da história)                            |
| 1946 | The Saint Sees it Through                                             | novela | nenhum                                                                                    |
| 1948 | Call for the Saint                                                    | "The King of the Beggars" "The Masked Angel" | nenhum                                                                                    |
| 1948 | Saint Errant                                                          | "Judith: The Naughty Niece" "Iris: The Old Routine" "Lida: The Foolish Frail" "Jeannine: The Lovely Sinner" "Lucia: The Homecoming of Amadeo Urselli" "Teresa: The Uncertain Widow" "Luella: The Saint and the Double Badger" "Emily: The Doodlebug" "Dawn: The Darker Drink" | nenhum                                                                                    |
| 1953 | The Saint in Europe                                                   | "Paris: The Covetous Headsman" "Amsterdam: The Angel's Eye" "The Rhine: The Rhine Maiden" "Tirol: The Golden Journey" "Lucerne: The Loaded Tourist" "Jaune-les-Pins: The Spanish Cow" "Rome: The Latin Touch" | nenhum                                                                                    |
| 1955 | The Saint on the Spanish Main                                         | "Bimini: The Effete Angler" "Nassau: The Arrow of God" "Jamaica: The Black Commissar" "Puerto Rico: The Unkind Philanthropist" "Virgin Islands: The Old Treasure Story" "Haiti: The Questing Tycoon" (algumas edições com apenas 4 histórias) | nenhum                                                                                    |
| 1956 | The Saint Around the World                                            | "Bermuda: The Patient Playboy" "England: The Talented Husband" "France: The Reluctant Nudist" "Middle East: The Lovelorn Sheik" "Malaya: The Pluperfect Lady" "Vancouver: The Sporting Chance" | nenhum                                                                                    |
| 1957 | Thanks to the Saint                                                   | "The Bunco Artists" "The Happy Suicide" "The Good Medicine" "The Unescapable Word" "The Perfect Sucker" "The Careful Terrorist" | nenhum                                                                                    |
| 1958 | Señor Saint                                                           | "The Pearls of Peace" "The Revolution Market" "The Romantic Matron" "The Golden Frog" | nenhum                                                                                    |
| 1959 | The Saint to the Rescue                                               | "The Ever-Loving Spouse" "The Fruitful Land" "The Percentage Player" "The Water Merchant" "The Gentle Ladies" "The Element of Doubt" | nenhum                                                                                    |
| 1962 | Trust the Saint                                                       | "The Helpful Pirate" "The Bigger Game" "The Cleaner Cure" "The Intemperate Reformer" "The Uncured Ham" "The Convenient Monster" | nenhum                                                                                    |
| 1963 | The Saint in the Sun                                                  | "Cannes: The Better Mousetrap" "St. Tropez: The Ugly Impresario" "England: The Prodigal Miser" "Nassau: The Fast Women" "Florida: The Jolly Undertaker" "Lucerne: The Russian Prisoner" "Provence: The Hopeless Heiress" | nenhum                                                                                    |
| 1964 | Vendetta for the Saint (Harry Harrison, Leslie Charteris)             | novela | nenhum                                                                                    |
| 1968 | The Saint on TV (Fleming Lee, John Kruse)                             | "The Death Game" "The Power Artist" (novelização de roteiros de TV) | nenhum                                                                                    |
| 1968 | The Saint Returns (Fleming Lee, John Kruse, D.R. Motton, Leigh Vance) | "The Dizzy Daughter" "The Gadget Lovers" (novelização de roteiros de TV) | nenhum                                                                                    |
| 1968 | The Saint and the Fiction Makers (Fleming Lee, John Kruse)            | novelização de roteiros de TV | nenhum                                                                                    |
| 1969 | The Saint Abroad (Fleming Lee, Michael Pertwee)                       | "The Art Collectors" "The Persistent Patriots" (novelização de roteiros de TV) | nenhum                                                                                    |
| 1970 | The Saint in Pursuit (Fleming Lee, Leslie Charteris)                  | novelização de tiras de quadrinhos | nenhum                                                                                    |
| 1971 | The Saint and the People Importers (Fleming Lee, Leslie Charteris)    | novelização de roteiros de TV | nenhum                                                                                    |
| 1975 | Catch the Saint (Fleming Lee, Norman Worker)                          | "The Masterpiece Merchant" "The Adoring Socialite" | nenhum                                                                                    |
| 1976 | The Saint and the Hapsburg Necklace (Christopher Short)               | novela | nenhum                                                                                    |
| 1977 | Send for the Saint (Peter Bloxsom, John Kruse, Donald James)          | "The Midas Double" "The Pawn Gambit" | nenhum                                                                                    |
| 1978 | The Saint in Trouble (Graham Weaver, John Kruse, Terence Feely)       | "The Imprudent Professor" (novelização de episódios de Return of the Saint) "The Red Sabbath" | nenhum                                                                                    |
| 1979 | The Saint and the Templar Treasure (Graham Weaver, Donne Avenell)     | novela | nenhum                                                                                    |
| 1980 | Count on the Saint (Graham Weaver, Donne Avenell)                     | "The Pastors' Problem" "The Unsaintly Santa" | nenhum                                                                                    |
| 1983 | Salvage for the Saint (Peter Bloxsom, John Kruse)                     | novela (novelização de episódios de Return of the Saint) | nenhum                                                                                    |
| 1997 | The Saint (Burl Barer, Jonathan Hensleigh, Wesley Strick)             | novelização do filme | nenhum                                                                                    |
| 1997 | Capture the Saint (Burl Barer)                                        | novela | nenhum                                                                                    |

### Aventuras Francesas
Várias aventuras de Saint foram publicadas em língua francesa durante um período de 30 anos, muitas ainda sem tradução para o inglês. A maioria foi escrita pela escritora-fantasma Madeleine Michel-Tyl e creditada como sendo Charteris (que exercia algum controle editorial). Os livros franceses em geral eram novelizações de programas de rádio, ou novelas adaptadas das tiras de quadrinhos americanas. Um dos escritores que trabalhara na série francesa, Fleming Lee, mais tarde escreveria livros em inglês.

### Trabalhos inéditos
Burl Barer encontrou dois manuscritos inéditos de O Santo. O primeiro foi uma parceria de Charteris e Fleming Lee chamada Bet on the Saint, rejeitado pela Doubleday, os editores americanos da série. Charteris, conforme Barer, preferiu não submetê-lo aos editores britânicos, Hodder & Stoughton.  Barer também conta que uma novela de 1979 chamada The Saint's Lady de autoria de um fã escocês, Joy Martin, foi escrita como um presente em homenagem a Charteris. O autor ficou impressionado e tentou publicá-lo, mas o mesmo foi rejeitado. O manuscrito que, de acordo com Barer está nos arquivos da Universidade de Boston, tratava do retorno de Patricia Holm.
De acordo com o website Saintly Bible, o biógrafo de Leslie Charteris, Ian Dickerson, conta que o autor trabalhava num manuscrito para uma nova novela chamada Son of the Saint, cuja trama mostrava um aventura do filho dele com Patricia Holm. Esse livro não foi publicado.